# Robert d'Autriche-Este
Titre
Prétendant au trône de Modène
16 avril 1917 – 7 février 1996
(78 ans, 9 mois et 22 jours)
L'archiduc Robert d’Autriche, né le 8 février 1915 au château de Schönbrunn, en Autriche-Hongrie, et mort le 7 février 1996 à Bâle, en Suisse, est le deuxième fils de l’empereur Charles Ier d’Autriche et de son épouse née princesse Zita de Bourbon-Parme. Chef du rameau modénois de la maison de Habsbourg-Lorraine, le prince est connu en tant qu'archiduc Robert d’Autriche-Este.

## Famille
L'archiduc Robert contracte une union avec la princesse Margherita de Savoie-Aoste (1930-2022) d’abord civilement, le 28 décembre 1953 à Bourg-en-Bresse, puis, religieusement, le lendemain en l'église de Brou. Appartenant à la maison de Savoie-Aoste, branche cadette de la maison royale d’Italie, la princesse est la fille du prince Amédée, troisième duc d'Aoste et de la princesse Anne d'Orléans. De leur mariage naissent cinq enfants :
- l'archiduchesse Marie-Béatrice d'Autriche-Este (née le 11 décembre 1954 à Boulogne-sur-Seine), qui épouse en 1980 le comte Riprand von und zu Arco-Zinneberg (1955-2021), dont postérité (dont la comtesse Olympia von Arco-Zinneberg, née le 4 janvier 1988 à Munich, qui épouse en 2019 le prince Jean-Christophe Napoléon, chef de la maison impériale française) ;
- l'archiduc Lorenz d'Autriche-Este (né le 16 décembre 1955 à Boulogne-Billancourt), devenu archiduc d'Autriche-Este en titre à la mort de son père, qui épouse en 1984 la princesse Astrid de Belgique (1962), dont postérité ; Lorenz est fait prince de Belgique par son beau-père le roi Albert II en 1995 ;
- l'archiduc Gerhard d'Autriche-Este (né le 30 octobre 1957 à Boulogne-Billancourt), qui épouse en 2015 Iris Jandrasits (1961), sans postérité ;
- l'archiduc Martin d’Autriche-Este (né le 21 décembre 1959 à Boulogne-Billancourt), qui épouse en 2004 la princesse Katharina d’Isembourg-Birstein (1971), dont postérité ;
- l'archiduchesse Isabelle d'Autriche-Este (née le 2 mars 1963 à Boulogne-Billancourt), qui épouse le comte Andrea Czarnocki-Lucheschi (1960), dont postérité.

La famille s'installe jusqu'en 1988 rue du Sundgau à Mulhouse.

## Titulature
- 8 février 1915 - 21 novembre 1916 : (?)
- 21 novembre 1916 - 16 avril 1917 : Son Altesse impériale et royale l'archiduc Robert d'Autriche, prince impérial d'Autriche, prince royal de Hongrie, de Bohême et de Croatie ;
- 16 avril 1917 - 7 février 1996 : Son Altesse impériale et royale l'archiduc Robert d'Autriche-Este, prince impérial d'Autriche, prince royal de Hongrie, de Bohême et de Croatie, duc de Modène.

À l’âge de deux ans, Robert, reçoit les titres d'archiduc d'Autriche-Este et de duc de Modène en qualité de fils cadet de l'empereur Charles Ier (principe de secondogéniture afin d’éviter l’union de deux couronnes distinctes). Ces titres proviennent des droits de la maison de Habsbourg-Lorraine reçus sur Modène par le mariage de l'archiduc Ferdinand avec la princesse Marie-Béatrice, ultime héritière des possessions de la maison d'Este.
À la chute de l'empereur, à partir de 1918, ses titres n'ont plus d'existence légale en Autriche, si bien qu'il est généralement connu dans le monde germanophone sous la simple identité de Robert Habsburg-Lothringen.